# 피초케리
피초케리(이탈리아어: pizzoccheri, 단수: pizzocchero 피초케로[*]) 또는 피초케르(롬바르디아어: pizzocher)는 이탈리아의 파스타이다. 탈리아텔레의 일종으로서 메밀가루와 밀가루를 8:2에서 2:1정도의 비율로 섞어 만드는 평평한 모양의 파스타이다. 푸른 채소, 감자와 함께 요리한다. 후에는 세이지와 마늘, 치즈를 함께 버무리며 버터를 두른 팬에 살짝 데워서 먹는다.
피초케리는 상당히 손으로 만들기 쉽다. 롬바르디아 주의 일부 지방에서는 피초케리로 축제를 열기도 한다.

## 사진

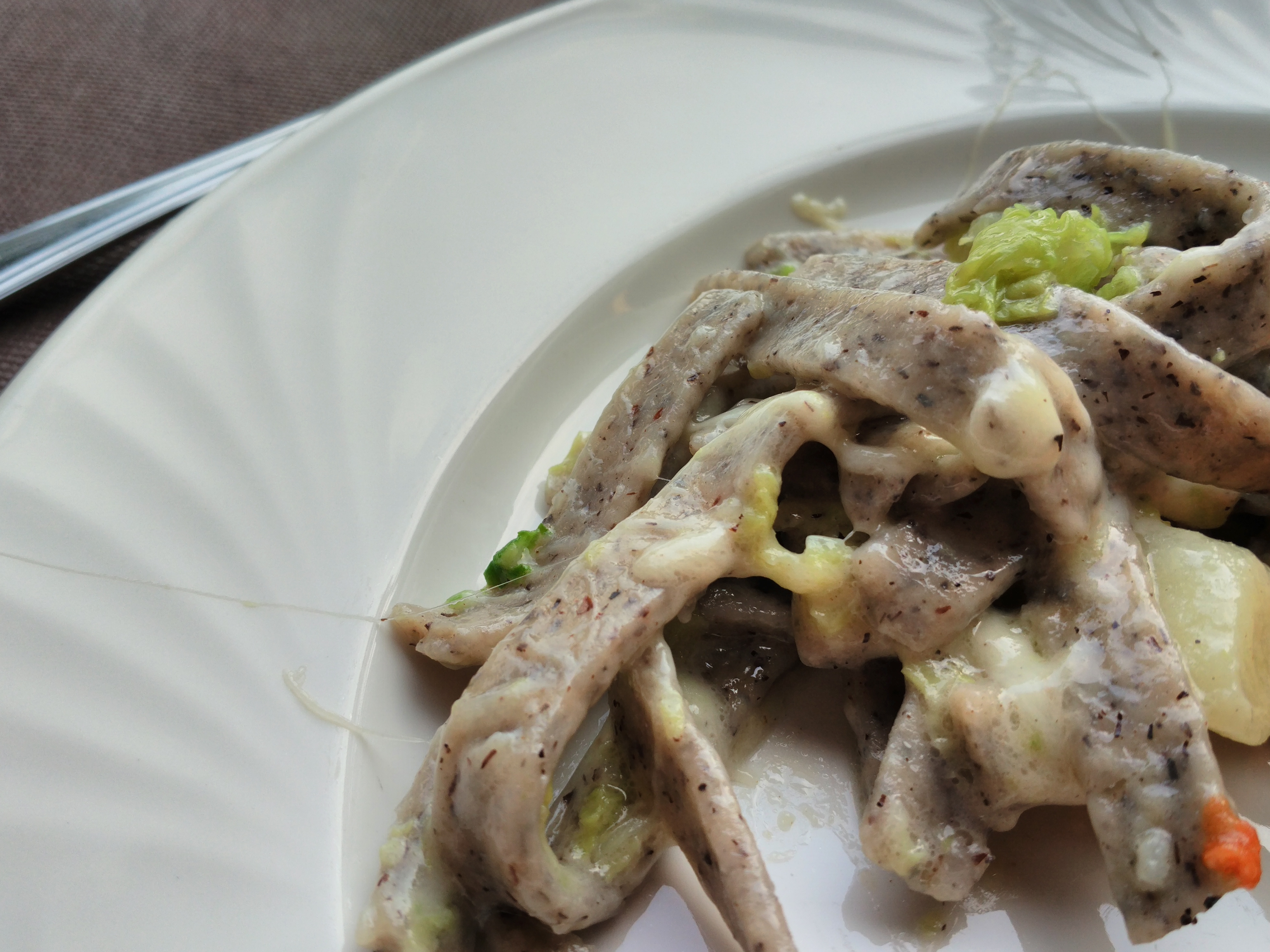
조리된 피초케리